# Списък на генералите в Третото българско царство
Това е списък на 498 офицери с висши офицерски звания (генералите и адмиралите) в Третото българско царство, подредени в азбучен ред на фамилните им имена с техните последни военни звания и годината на получаването им 3 март 1878 – 15 септември 1946 г. (деня в който България е обявена за Народна република и монархията е премахната).
В Третото българско царство висшите офицерски звания са:
- в Сухопътните войски:
  - генерал-майор,
  - генерал-лейтенант и
  - пълен генерал и генерал от съответния род войски (пехота, кавалерия, артилерия) – от 1897 г. званието пълен генерал е заменено от конкретизираните звания генерал от пехотата, генерал от кавалерията и генерал от артилерията);
- във Военноморските сили:
  - контраадмирал,
  - вицеадмирал и
  - адмирал.

## Списък

### A
- Абаджиев, Георги – генерал-лейтенант (1937)
- Аврамов, Иван – генерал-майор (1921)
- Аврамов, Константин – генерал-майор (неизв.)
- Агура, Георги – генерал-майор (1900)
- Азманов, Стефан – генерал-майор (1918)
- Айранов, Димитър – генерал-лейтенант (1944)
- Акрабов, Светослав – генерал-майор (неизв.)
- Александър I – генерал от пехотата
- Алексиев, Никола – генерал-майор (1944)
- Анастасов, Анастас – генерал-майор (1935)
- Анастасов, Гаврил – генерал-майор (1935)
- Ангелов, Ангел – генерал-майор (1936)
- Ангелов, Емануил – генерал-майор (неизв.)
- Ангелов, Рачо – генерал-майор (1945)
- Андреев, Марко – генерал-майор (1935)
- Андреев, Матей – генерал-майор (1904)
- Андреев, Ставри – генерал-майор (неизв.)
- Антонов, Тодор – генерал-майор (1938)
- Антонов, Христо – генерал-майор (неизв.)
- Атанасов, Александър – генерал-майор (1918)
- Атанасов, Васил – генерал-майор (1935)
- Атанасов, Илия – генерал-лейтенант (1933)
- Атанасов, Марко – генерал-майор (1941)[1]
- Атанасов, Петър – генерал-майор (1935)
- Атанасов, Петър – генерал-майор (неизв.)
- Атанасов, Рашко – генерал-майор (1935)
- Атанасов, Щерю – генерал-майор (1945)

### Б
- Бакалов, Владимир – генерал-майор (1932)
- Бакърджиев, Никола – генерал от пехотата (1934)
- Бакърджиев, Никола – генерал-майор (1935)
- Бакърджиев, Сава – генерал-майор (1940)
- Балабанов, Бончо – генерал-майор (1900)
- Баларев, Васил – генерал-майор (1943)
- Баларев, Христо – генерал-майор (1936)
- Балкански, Миленко – генерал-майор (1917)
- Балтаков, Антон – генерал-майор (неизв.)
- Бананов, Паун – генерал-майор (1920)
- Бангеев, Иван – генерал-лейтенант (1932)
- Банковски, Минчо – генерал-майор (1928)
- Банов, Пею – генерал-майор (1935)
- Банов, Рафаил – генерал-майор (1944)
- Бацаров, Иван – генерал-майор (1917)
- Бачийски, Стойно – генерал-майор (1992)[2]
- Бачокиров, Петър – генерал-майор (неизв.)
- Беджев, Михаил – генерал-майор (1944)
- Бекяров, Константин – генерал-майор (1941)
- Белов, Стефан – генерал-майор (1917)
- Блъсков, Андрей – генерал-майор (1904)
- Богданов, Борис – генерал-майор (1944)
- Богданов, Стефан – генерал-лейтенант (1920)
- Боев, Никола – генерал-майор (1943)
- Бойдев, Васил – генерал-лейтенант (1943)
- Бойчев, Янко – генерал-майор (1935)
- Бончев, Иван – генерал-майор (1918)
- Борис III – пълен генерал
- Босилков, Любомир – генерал-майор (1930)
- Боснев, Христо – санитарен генерал-майор (194?)
- Ботев, Кирил – генерал-лейтенант (1912)
- Бочаров, Стефан – генерал-майор (1910?)
- Бочев, Никола – генерал-майор (1900)
- Бошнаков, Георги – генерал-майор (1918)
- Бояджиев, Борис – санитарен генерал-майор (1935)
- Бояджиев, Драго – генерал-майор (1935)
- Бояджиев, Иван – генерал-майор (неизв.)
- Бояджиев, Климент – генерал-лейтенант (1915)
- Бояджиев, Никола – генерал-маор (неизв.)
- Бояджиев, Стефан – генерал-майор (1943)
- Бояджиев, Христо – генерал-майор (1935)
- Брадистилов, Стою – генерал-лейтенант (1917)
- Бурмов, Христо – генерал-лейтенант (1936)
- Българанов, Боян – генерал-лейтенант (1948)
- Бърнев, Панайот – генерал-лейтенант (1918)

### В
- Вазов, Владимир – генерал-лейтенант (1920)
- Вазов, Георги – генерал-лейтенант (1913)
- Вапцаров, Атанас – генерал-майор (1935)
- Вариклечков, Иван – контраадмирал (1937)
- Василев, Васил – генерал-майор (1934)
- Василев, Вълко – генерал-майор (1916)
- Ватев, Анастас – генерал-майор (1930)
- Ватев, Иван – генерал-майор (1935)
- Велчев, Вълко – генерал-майор (1901)
- Велчев, Дамян – генерал-полковник (1945)
- Велчев, Христо – генерал-майор (1939)
- Венедиков, Йордан – генерал-майор (1935)
- Винаров, Върбан – генерал-майор (1900)
- Винаров, Иван – генерал-лейтенант (1960)
- Вранчев, Петър – генерал-майор (1944)[3]
- Витанов, Танко – генерал-майор (неизв.)
- Вуйчев, Сава – генерал-майор (1919)
- Вълков, Георги – генерал-майор (1930)
- Вълков, Иван – генерал от пехотата (1928)
- Вълков, Михаил – генерал-майор (неизв.)
- Вълнаров, Димитър – генерал-майор (1907)
- Вълчев, Христо – генерал-майор (1935)
- Върбанов, Иван – генерал-майор (1935)

### Г
- Габаров, Тодор – генерал-майор (1918)
- Ганев, Антон – трудов генерал-майор (неизв.)
- Ганев, Цоню – генерал-майор (1945)
- Ганчев, Петър – генерал-майор (1918)
- Гашаров, Стоян – генерал-майор (1918)
- Генев, Георги – генерал-майор (1943)
- Генев, Никола – генерал-лейтенант (1912)
- Генчев, Никола – генерал-лейтенант (1945)
- Георгиев, Димитър[4] – генерал-майор (неизв.)
- Георгиев, Здравко – генерал-майор (1930)
- Георгиев, Юрдан – генерал-майор (1935)
- Георгиев, Кимон – генерал-лейтенант (1945)
- Георгиев, Константин – генерал-майор (1920)
- Георгиев, Михаил – генерал-майор (1918)
- Георгиев, Ничо – генерал-майор (1944)
- Георгиев, Рашо – генерал-майор (1918)
- Георгиев, Спас – генерал-лейтенант (1912)
- Георгиев, Тодор – генерал-лейтенант (1934)
- Герджиков, Христо – генерал-майор (1933)
- Гешев, Дечо – генерал-майор (1909)
- Гешов, Димитър – генерал от пехотата (1919)
- Гиргинов, Тодор – генерал-майор (1918)
- Господинов, Стефан – генерал-майор (1944)
- Гочев, Боню – генерал-майор (1943)
- Греков, Асен – генерал-майор (1944)
- Григоров, Константин – генерал-майор (1930)
- Грозданов, Никола – генерал-майор (1943)
- Грънчаров, Григор – генерал-майор (1907)
- Гърнев, Станимир – генерал-майор (1944)

### Д
- Давидов, Александър – генерал-майор (1925)
- Дамянов, Александър – генерал-майор (1930)
- Дамянов, Георги – генерал-майор (1946)[5]
- Данчев, Христо – генерал-майор (1935)
- Даскалов, Асен – генерал-майор (1938)
- Даскалов, Владимир – генерал-майор (1935)
- Даскалов, Теодоси – генерал от пехотата (1942)
- Делов, Васил – генерал-майор (1913)
- Делчев, Иван – генерал-майор (1930)
- Джангозов, Иван – генерал-майор (1944)
- Джеров, Климент – генерал-майор (1916)
- Диков, Вичо – генерал-лейтенант (1913)
- Димитриев, Илия – генерал-майор (1908)
- Димитриев, Радко – генерал-лейтенант (1912)
- Димитров, Александър – генерал-майор (1924)
- Димитров, Борис – генерал-майор (1944)
- Димитров, Руско – генерал-майор (неизв.)
- Дипчев, Иван – генерал-майор (1934)
- Добрев, Атанас – генерал-майор (1935)
- Добревски, Симеон – генерал-майор (1918)
- Додов, Иван – генерал-майор (1925)
- Донков, Иван – генерал-майор (1935)
- Донков, Филип – санитарен генерал-майор (неизв.)
- Доспевски, Захари – генерал-майор (1936)
- Доцев, Ангел – генерал-майор (1944)
- Драганов, Траян – генерал-майор (1934)
- Драганов, Янко – генерал-лейтенант (1917)
- Драгиев, Атанас – генерал-майор (1935)
- Драндаревски, Христо – генерал-майор (1900)
- Друмев, Марин – генерал-майор (1923)
- Дюдюков, Алекси – генерал-майор (неизв.)

### Е
- Енчев, Перикъл – генерал-майор (1918)

### Ж
- Жеков, Никола – генерал от пехотата (1936)
- Желявски, Никола – генерал-лейтенант (1918)
- Жечев, Киро – генерал-майор (1932)
- Жечев, Рафаил – генерал-майор (1941)
- Живков, Константин – генерал-майор (неизв.)
- Жилков, Атанас – генерал-лейтенант (1940)
- Жостов, Димитър – генерал-майор (1918)
- Жостов, Константин – генерал-майор (1915)

### З
- Загорски, Стоян – генерал-лейтенант (1918)
- Заимов, Владимир – генерал-майор (1935)
- Зафиров, Атила – генерал-майор (1917)
- Захариев, Захари – генерал-майор (неизв.)[6]
- Захариев, Михаил – генерал-майор (1940)
- Златанов, Иван – генерал-майор (1917)
- Златанов, Константин – генерал-лейтенант (1938)
- Златарев, Кръстю – генерал-лейтенант (1919)
- Златев, Петко – генерал-лейтенант (1934)
- Златев, Тодор – генерал-майор (1920)
- Златоустов, Матей – генерал-майор (1940)
- Золотов, Пръвчо – генерал-майор (неизв.)

### И
- Иванов, Благой – генерал-майор (неизв.)
- Иванов, Георги – генерал-майор (1909)
- Иванов, Георги – генерал-майор (1943)
- Иванов, Иван – генерал-майор (1944)
- Иванов, Иван – генерал-майор (1913)
- Иванов, Михаил – генерал-майор (1937)
- Иванов, Никола – генерал от пехотата (1936)
- Иванов, Сава – контраадмирал (1941)
- Икономов, Божко – генерал-майор (1917)
- Икономов, Димитър – генерал-майор (1935)
- Илиев, Игнат – генерал-майор (1940)
- Илиев, Петър – генерал-майор (1940)[7]
- Илинов, Петър – генерал-майор (1940)
- Ильев, Стефан – генерал-майор (1900)

### Й
- Йовов, Михаил – генерал-майор (1933)
- Йорданов, Георги – генерал-майор (1940)
- Йосифов, Димитър – генерал-майор (1935)
- Йосифов, Стефан – генерал-майор (1918)

### К
- Каблешков, Илия – генерал-майор (1923)
- Каблешков, Никола – генерал-майор (1920)
- Каишев, Атанас – генерал-майор (1935)
- Каменов, Радослав – генерал-майор (1935)
- Кантарджиев, Тодор – генерал-лейтенант (1917)
- Карджов, Дечко – генерал-майор (1905)
- Караиванов, Симеон – генерал-майор (1907)
- Каридов, Михаил – генерал-майор (1930)
- Каров, Асен – генерал-майор (1943)
- Каров, Петър – генерал-майор (1943)
- Каролев, Борис – генерал-майор (1937)
- Касъров, Марин – генерал-майор (1935)
- Кацаров, Димитър – генерал-майор (1918)
- Кацаров, Стефан – генерал-майор (1928)
- Кецкаров, Владимир – генерал-майор (1941)
- Кинов, Иван – генерал-лейтенант (1945)[8]
- Киранов, Димитър – санитарен генерал-майор (неизв.)
- Кирил Преславски – генерал-лейтенант (1938)
- Кирилов, Кирил – генерал-майор (1941)
- Кирков, Димитър – генерал-майор (1912)
- Кирков, Константин – генерал-майор (1918)
- Киселов, Пантелей – генерал от пехотата (1920)
- Кисьов, Александър – генерал от кавалерията (1934)
- Кметов, Хараламби – генерал-майор (1931)
- Ковачев, Антон – генерал-майор (1928)
- Ковачев, Георги – генерал-майор (1943)
- Ковачев, Петър – генерал-майор (1935)
- Ковачев, Стилиян – генерал от пехотата (1936)
- Коев, Иван – генерал-майор (1944)
- Козаров, Лазар – генерал-майор (1935)
- Козаров, Тодор – генерал-майор (неизв.)
- Козаров, Христо – генерал-майор (1944)
- Козовски, Фердинанд – генерал-лейтенант (неизв.)
- Кокилев, Стефан – генерал-майор (1930)
- Колев, Иван – генерал-лейтенант (1917)
- Колев, Крум – генерал-майор (1944)
- Колев, Марко – генерал-майор (1941)[9]
- Комсиев, Тодор – генерал-майор (1935)
- Константинов, Асен – генерал-майор (1936)
- Копчев, Борис – генерал-лейтенант (неизв.)
- Коцев, Константин – генерал-майор (1940)
- Краев, Асен – генерал-майор (1940)
- Крайовски, Станислав – генерал-майор (1935)
- Красновски, Асен – генерал-лейтенант (1944)
- Кратунков, Георги – генерал-майор (1923)
- Крунев, Никола – генерал-майор (1917)
- Крушев, Петър – генерал-майор (1944)
- Кръстев, Асен – генерал-майор (1941)
- Кръстев, Стоян – генерал-майор (1945)
- Кръстев, Тодор – генерал-майор (1944)
- Куртоклиев, Никола – генерал-майор (1935)
- Кутинчев, Васил – генерал от пехотата (1918)
- Куцаров, Марин – генерал-майор (1928)
- Кърджиев, Гиню – генерал-майор (1935)
- Кюркчиев, Григор – генерал-майор (1917)
- Кюркчиев, Николай – генерал-майор (1936)
- Кючуков, Иван – генерал-майор (1930)

### Л
- Лазаров, Велизар – генерал от пехотата (1929)
- Лазаров, Лазар – генерал-лейтенант
- Ламбринов, Константин – генерал-майор (1922)
- Лекарски, Крум – генерал-лейтенант (1944)
- Лилков, Христо – генерал-майор (1944)
- Личев, Гаврил – генерал-майор (1923)
- Лолов, Петър – генерал-майор (1917)
- Лукаш, Константин – генерал-лейтенант (1940)
- Луков, Иван – генерал-лейтенант (1920)
- Луков, Христо Н. – генерал-лейтенант (1938)
- Луков, Христо Ц. – генерал-майор (1907)
- Любенов, Васил, генерал-майор (1945)
- Любомски, Стефан – генерал-майор (1892)

### М
- Манев, Петър – генерал-майор (1935)
- Манов, Васил – генерал-майор (1934)
- Манов, Георги – генерал-майор (1918)
- Манчев, Ганчо – генерал-майор (1944)
- Маринков, Сотир – генерал-лейтенант (1933)
- Маринов, Иван – генерал-лейтенант (1944)
- Маринов, Кръстю – генерал-майор (1900)
- Маринов, Пано – генерал-майор (1937)
- Марков, Александър – генерал-майор (1928)
- Марков, Георги – генерал-лейтенант (1939)
- Марков, Иван – генерал-майор (1919)
- Марков, Иван – генерал-лейтенант (1940)
- Марков, Константин – генерал-майор (1916)
- Марков, Константин – генерал-майор (неизв.)
- Марков, Никола – генерал-лейтенант (1940)
- Марков, Петър – генерал от кавалерията (1918)
- Марков, Тодор – генерал-майор (1917)
- Марков, Христо – генерал-майор (неизв.)
- Мархолев, Генко – генерал-майор (1936)
- Мархолев, Гурко – генерал-майор (1936)
- Мархолев, Христо – генерал-майор (1945)
- Марчин, Георги – генерал-майор (1913)
- Матеев, Михаил – генерал-майор (1945)
- Мететелов, Димитър – генерал-майор (1914)
- Мидилев, Петър – генерал-майор (1930)
- Минчов, Михаил – генерал-майор (1944)
- Мирчев, Васил – генерал-майор (1944)
- Митов, Георги – генерал-майор (1913)
- Митов, Тодор – генерал-майор (1915)
- Михайлов, Георги – генерал-майор (1935)
- Михайлов, Константин – генерал-майор (1935)
- Михов, Никола – генерал-лейтенант (1942)
- Младенов, Георги – генерал-майор (1943)
- Мустаков, Димитър – генерал-майор (1923)
- Муткуров, Сава – генерал-майор (1891)

### Н
- Назлъмов, Атанас – генерал-лейтенант (1918)
- Найденов, Калин – генерал-лейтенант (1917)
- Наков, Никола – генерал-лейтенант (1944)
- Настев, Димитър – генерал-майор (1933)
- Наумов, Йордан – генерал-майор (1935)
- Недев, Никола – генерал-майор (1935)
- Недялков, Христо – генерал-лейтенант (1919)
- Недялкович, Димитър – генерал-майор (1918)
- Нейков, Тодор – генерал-майор (1920)
- Ненов, Стефан – генерал-майор (1920)
- Нерезов, Стефан – генерал от пехотата (1920)
- Несторов, Александър – генерал-майор (1937)
- Несторов, Делчо – генерал-майор (1918)
- Никифоров, Марко – генерал-майор (1921)
- Никифоров, Никифор – генерал-майор (1937)
- Никифоров, Никифор – генерал-лейтенант (1912)
- Николаев, Данаил – генерал от пехотата (1909)
- Николов, Асен – генерал-майор (1917)
- Николов, Асен – генерал-лейтенант (1943)
- Николов, Георги – генерал-майор (1945)
- Николов, Димитър – генерал-майор (1936)
- Николов, Коста – генерал-майор (1937)
- Николов, Стефан – генерал-майор (1918)
- Ноев, Анастас – генерал-майор (1935)

### П
- Павлов, Павел – генерал-майор (1919)
- Паков, Христо – генерал-майор (1936)
- Панев, Ангел – генерал-майор (1907)
- Панев, Георги – генерал-майор (1935)
- Панов, Константин – генерал-лейтенант (неизв.)
- Пападопов, Асен – генерал-майор (1914)
- Паприков, Стефан – генерал-лейтенант (1908)
- Паскалев, Иван – генерал-майор (1935)
- Паспалеев, Иван – генерал-майор (неизв.)
- Пашинов, Иван – генерал-майор (1917)
- Пеев, Йордан – генерал-майор (1936)
- Пеев, Панайот – генерал-майор (1905)
- Пеев, Христо – генерал-майор (1944)
- Пенев, Александър – генерал-майор (1930)
- Пенев, Петър – генерал-майор (1940)
- Перниклийски, Димитър – генерал-майор (1917)
- Петров, Атанас – генерал-майор (1935)
- Петров, Иван – генерал-майор (1917)
- Петров, Никола – генерал-майор (1900)
- Петров, Никола – генерал-майор (1918)
- Петров, Петър – генерал-майор (1934)
- Петров, Рачо – генерал от пехотата (1936)
- Петров, Стефан – генерал-майор (1909)
- Петрунов, Христо – генерал-майор (1900)
- Пинтев, Крум – генерал-майор (1930)
- Пиронков, Боню – генерал-лейтенант (1944)
- Писаров, Никола – генерал-майор (1919)
- Писинов, Дионисий – генерал-майор (1935)
- Писков, Тодор – генерал-майор (1940)
- Подгоров, Николай – генерал-майор (1936)
- Попбожилов, Кирил – генерал-майор (1944)
- Попвасилев, Георги – генерал-майор (1946)
- Попдимитров, Александър – генерал-майор (1943)
- Попов, Алекси – генерал-майор (1918)
- Попов, Георги – генерал от артилерията (1941)
- Попов, Димитър – генерал-майор (1944)[10]
- Попов, Добри – генерал-майор (неизв.)
- Попов, Иван – генерал-лейтенант (1992)
- Попов, Иван – генерал-майор (1909)
- Попов, Иван – генерал-майор (неизв.)
- Попов, Светослав – генерал-майор (1936)
- Попов, Стефан – генерал-майор (1918)
- Попов, Христо – генерал-лейтенант (1919)
- Попов, Цвятко – генерал-майор (1930)
- Пройнов, Иван – генерал-майор (1918)
- Протогеров, Александър – генерал-лейтенант (неизв.)
- Пушкаров, Стоян – генерал-майор (1918)
- Първанов, Първан – генерал-майор (1935)

### Р
- Радев, Тодор – генерал-майор (1934)
- Радойков, Станчо – генерал-майор (1917)
- Раев, Илия – генерал-майор (1935)
- Разсуканов, Йосиф – генерал-майор (1936)
- Райнов, Васил – генерал-майор (1918)
- Рафаилов, Иван – генерал-майор (1944)
- Рашеев, Димитър – генерал-майор (1924)
- Рибаров, Никола – генерал-лейтенант (1917)
- Русев, Иван – генерал-майор (1917)
- Русев, Марин – генерал-майор (1915)
- Русев, Руси – генерал от артилерията (1944)
- Русчев, Димитър – генерал-майор (1918)
- Рясков, Никола – генерал-майор (1905)

### С
- Савов, Михаил – генерал-лейтенант (1908)
- Савов, Сава – генерал от пехотата (1919)
- Салабашев, Петър – генерал-майор (1913)
- Сантурджиев, Панайот – генерал-майор (1919)
- Сапов, Георги – генерал-майор (1928)
- Сапунаров, Михаил – генерал-майор (1918)
- Сапунджиев, Иван – генерал-майор (1943)
- Сарафов, Иван – генерал-майор (1905)
- Семерджиев, Иван – генерал-лейтенант (1933)
- Серафимов, Христофор – генерал-майор (1943)
- Силяновски, Васил – генерал-майор (1935)
- Симов, Симеон – генерал-майор (1944)
- Сираков, Асен – генерал-майор (1943)
- Сираков, Радой – генерал-майор (1906)
- Сирманов, Борис – генерал-майор (1918)
- Сирманов, Йеротей – генерал-майор (1918)
- Славков, Райчо – генерал-лейтенант (1944)
- Славчев, Стефан – генерал-лейтенант (неизв.)
- Сливков, Илия – генерал-майор (1935)
- Соларов, Константин – генерал от пехотата (1934)
- Спасов, Димитър – генерал-майор (неизв.)
- Спасов, Никола – генерал-майор (1933)
- Стайков, Никола – генерал-майор (1919)
- Стайчев, Никола – генерал-майор (1933)
- Станимиров, Никола – генерал-майор (1928)
- Станчев, Димитър – генерал-майор (1940)
- Станчев, Кирил – генерал-лейтенант (1944)
- Станчов, Константин – генерал-майор (1917)
- Старибратов, Пею – генерал-майор (1946)
- Стефанов, Атанас – генерал-лейтенант (1943)
- Стефанов, Сава – контраадмирал (1935)
- Стоенчев, Димитър – генерал-лейтенант (1933)
- Стоилов, Михаил – генерал-майор (1909)
- Стойков, Иван – генерал-майор (1917)
- Стойков, Христо – генерал-лейтенант (1945)
- Стойнов, Георги – генерал-майор (1917)
- Стойчев, Владимир – генерал-лейтенант (1944)
- Стойчев, Никола – генерал-лейтенант (1942)
- Стоянов, Алекси – генерал-майор (1917)
- Стоянов, Владимир – генерал-майор (1925)
- Стоянов, Димитър – генерал-майор (1926)
- Стоянов, Илия – генерал-майор (1936)
- Стоянов, Константин – генерал-майор (1941)

### Т
- Табаков, Иван – генерал-майор (1918)
- Танев, Александър – генерал-лейтенант (1918)
- Танинчев, Владимир – генерал-майор (1930)
- Тановски, Георги – генерал-майор (1936)
- Тантилов, Иван – генерал-майор (неизв.)
- Тантилов, Петър – генерал-лейтенант (1918)
- Таралежков, Стефан – генерал-майор (1945)
- Тасев, Стефан – генерал-майор (1917)
- Тенев, Георги – генерал-майор (неизв.)
- Тенев, Православ – генерал от пехотата (1918)
- Тепавичаров, Стефан – генерал-майор (неизв.)
- Тепциев, Златю – генерал-майор (1944)
- Тодоров, Атанас – генерал-майор (1914)
- Тодоров, Георги – генерал от пехотата (1917)
- Тодоров, Георги – генерал-майор (1935)
- Тодоров, Иван – генерал-майор (1935)
- Тодоров, Недялко – генерал-майор (1935)
- Томов, Димитър – генерал-майор (1940)
- Топалджиков, Никола – генерал-майор (1923)
- Топалов, Станю – генерал-лейтенант (1918)
- Тошев, Асен – контраадмирал (1942)
- Тошев, Стефан – генерал от пехотата (1917)
- Тошев, Тодор – генерал-лейтенант (1945)
- Трендафилов, Стоян – генерал-лейтенант (1945)
- Трифонов, Трифон – генерал-майор (1943)
- Тричков, Владо – генерал-лейтенант, посмъртно (1944)
- Тулешков, Иван – генерал-майор (1945)
- Тяновски, Петър – генерал-майор (1939)

### У
- Узунов, Димитър – генерал-майор (неизв.)
- Узунски, Константин – генерал-майор (неизв.)
- Урумов, Боян – генерал-майор (1938)

### Ф
- Фиков, Димитър – генерал-майор (неизв.)
- Филипов, Иван – генерал-майор (1930)
- Филипов, Михаил – генерал-майор (1930)
- Филипов, Младен – генерал-майор (1934)
- Фичев, Иван – генерал-лейтенант (1914)

### Х
- Хаджидимиев, Димитър – генерал-майор (1935)
- Хаджипетков, Никола – генерал-лейтенант (1940)
- Халачев, Иван – генерал-майор (1935)
- Харизанов, Борис – генерал-майор (1945)
- Хесапчиев, Христофор – генерал-майор (1910)
- Христов, Ангел – генерал-майор (1919)
- Христов, Атанас – генерал-майор (1924)
- Христов, Белю – генерал-майор (1935)
- Христов, Никола – генерал-майор (1944)
- Христов, Никола – генерал-майор (1935)
- Христов, Никола – генерал-лейтенант (1944)
- Христов, Павел – генерал от пехотата (1917)
- Христов, Христо – генерал-майор (1928)
- Хубенов, Иван – генерал-майор (1945)

### Ц
- Цанев, Стефан – генерал-лейтенант (1936)
- Цанков, Петър – генерал-майор (1944)
- Цветков, Александър – генерал-майор (1917)
- Цветков, Нягул – генерал-майор (1917)
- Цеков, Иван – генерал-майор (1936)
- Ценов, Пантелей – генерал-лейтенант (1918)
- Церковски, Ваклин – генерал-майор (1907)
- Цонков, Марин – генерал-майор (1919)
- Цончев, Иван – генерал-майор (1901)
- Цъклев, Петко – генерал-майор (1918)

### Ч
- Чаракчиев, Христо – генерал-майор (1917)
- Червенаков, Иван – генерал-майор (1918)
- Чилингиров, Спас – генерал-майор (1912)
- Чолаков, Асен – генерал-майор (1930)

### Ш
- Шишков, Иван – генерал-майор (1913)
- Шкойнов, Иван – генерал-майор (1919)
- Шойлеков, Павел – генерал-майор (неизв.)

### Я
- Янакиев, Никола – генерал-майор (1919)
- Янков, Симеон – генерал-майор (1910)
- Янчев, Димитър – генерал-майор (1943)
- Янчулев, Кирил – генерал-майор (1943)

## Списък на генерали от Царство България в чужди армии
Част от българските офицери емигрират в Руската империя след Русофилския бунт от 1887 г. и по-късно поради други обстоятелства и стигат чин генерал в руската и/или съветската армия:
- генерал-лейтенант Анастас Бендерев
- генерал-майор (бригаден комисар) Крум Бъчваров
- генерал-майор Симеон Ванков
- генерал-лейтенант Петър Груев
- генерал от инфантерията Радко Димитриев
- генерал-лейтенант Марин Енчевич
- генерал-майор Стефан Златарски
- генерал-майор Константин Кесяков
- генерал-майор Иван Кишелски
- генерал-майор Христо Койчев
- генерал-майор (бригаден комисар) Август Милчев
- генерал-майор Петър Панчевски
- генерал-лейтенант Иван Сарафов